# 鉄北 (岩見沢市)
鉄北（てつほく）は北海道岩見沢市にある汎称地名。

## 概要
概ね「岩見沢駅を中心点とした、函館本線より北側の半円状の範囲の住宅街」を指し、地区内には石狩川の支流である幾春別川が東西へ貫くように流れている。
それ以外の通称として（駅前と対になる地名としての）「駅裏」および、2000年代後半から駅北地区土地区画整理事業や駅北駅前広場として用いられ始めた「駅北」がある。
このうち元町は、現在地へ移転する前の1892年（明治25年）以前の岩見沢駅周辺にあたり、岩見沢市内で最初に市街地が形成された地区と言われる。
地域住民が利用するコンビニやスーパーマーケットなどの小売店は、道道6号の北本町付近および道道687号（通称・西10丁目通）沿いに多い。

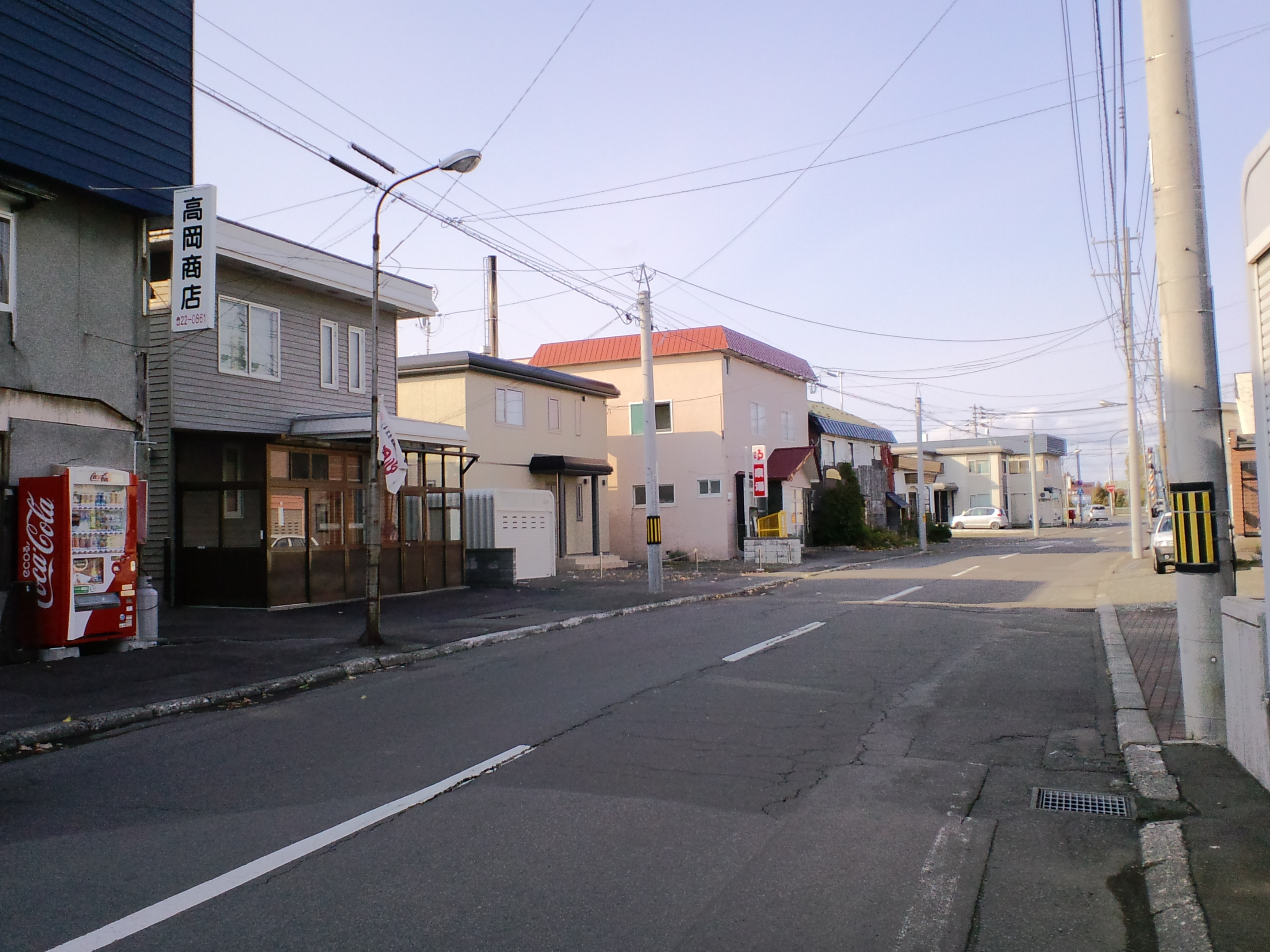
元町
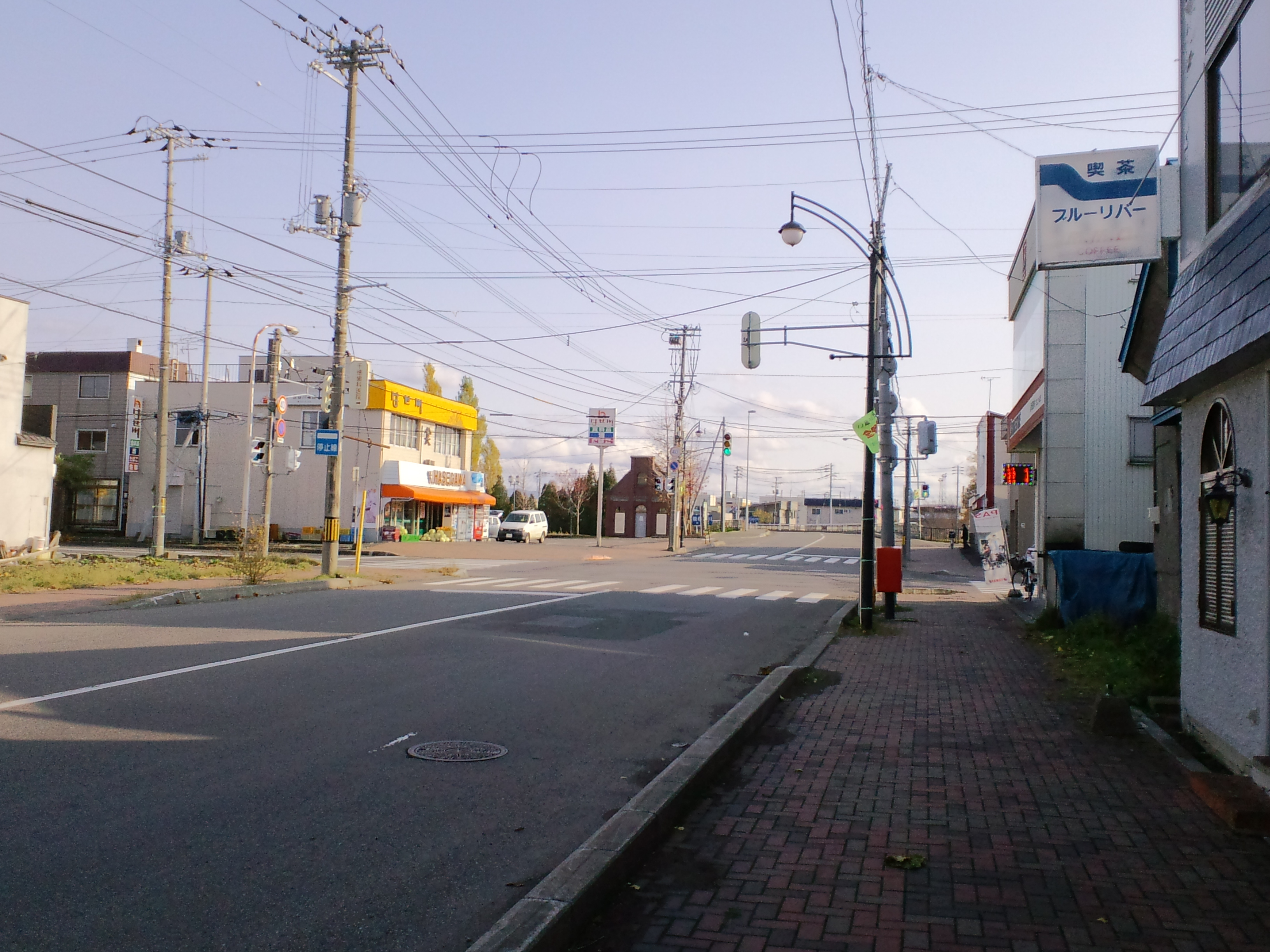
北本町
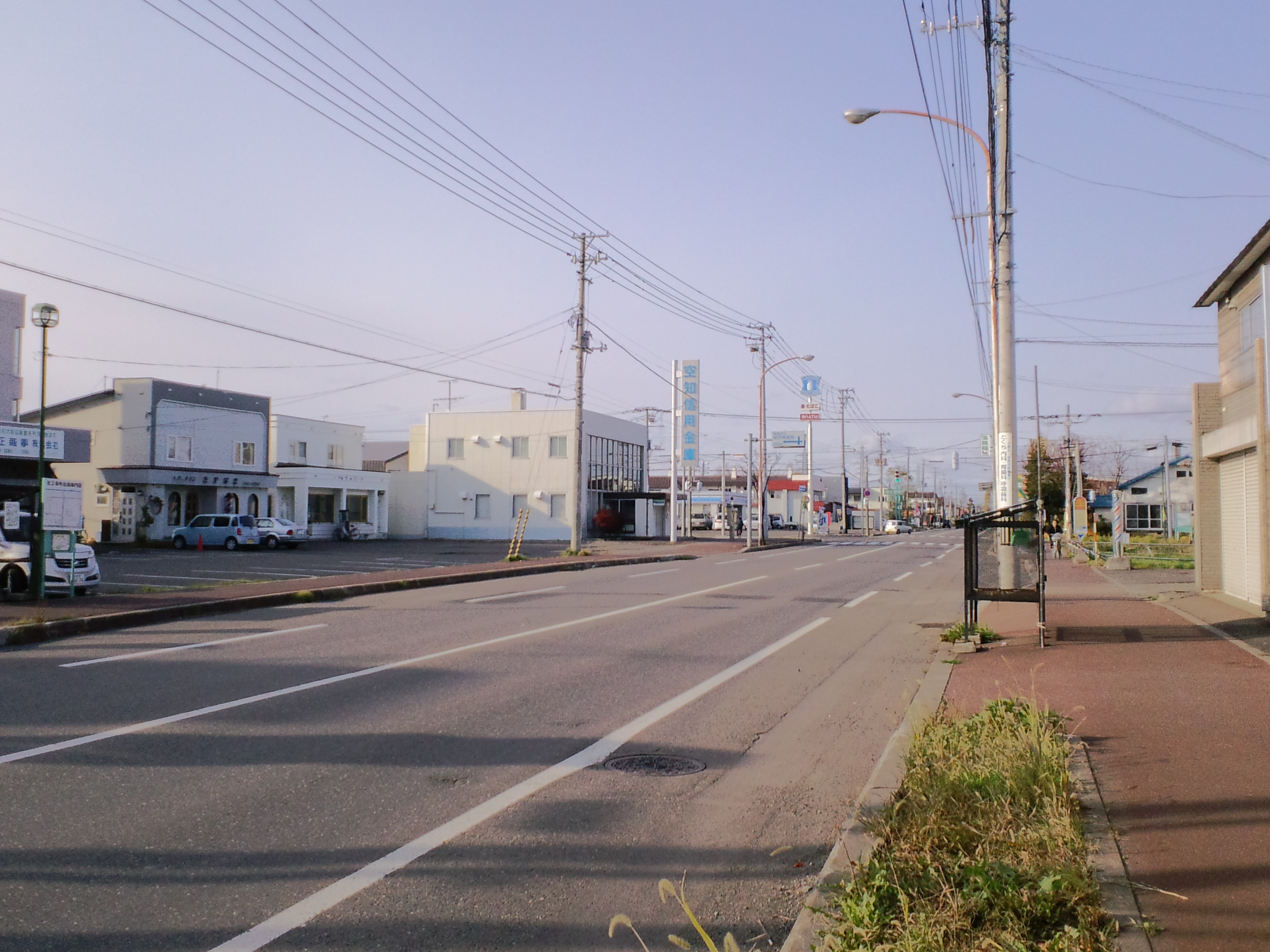
西10丁目通
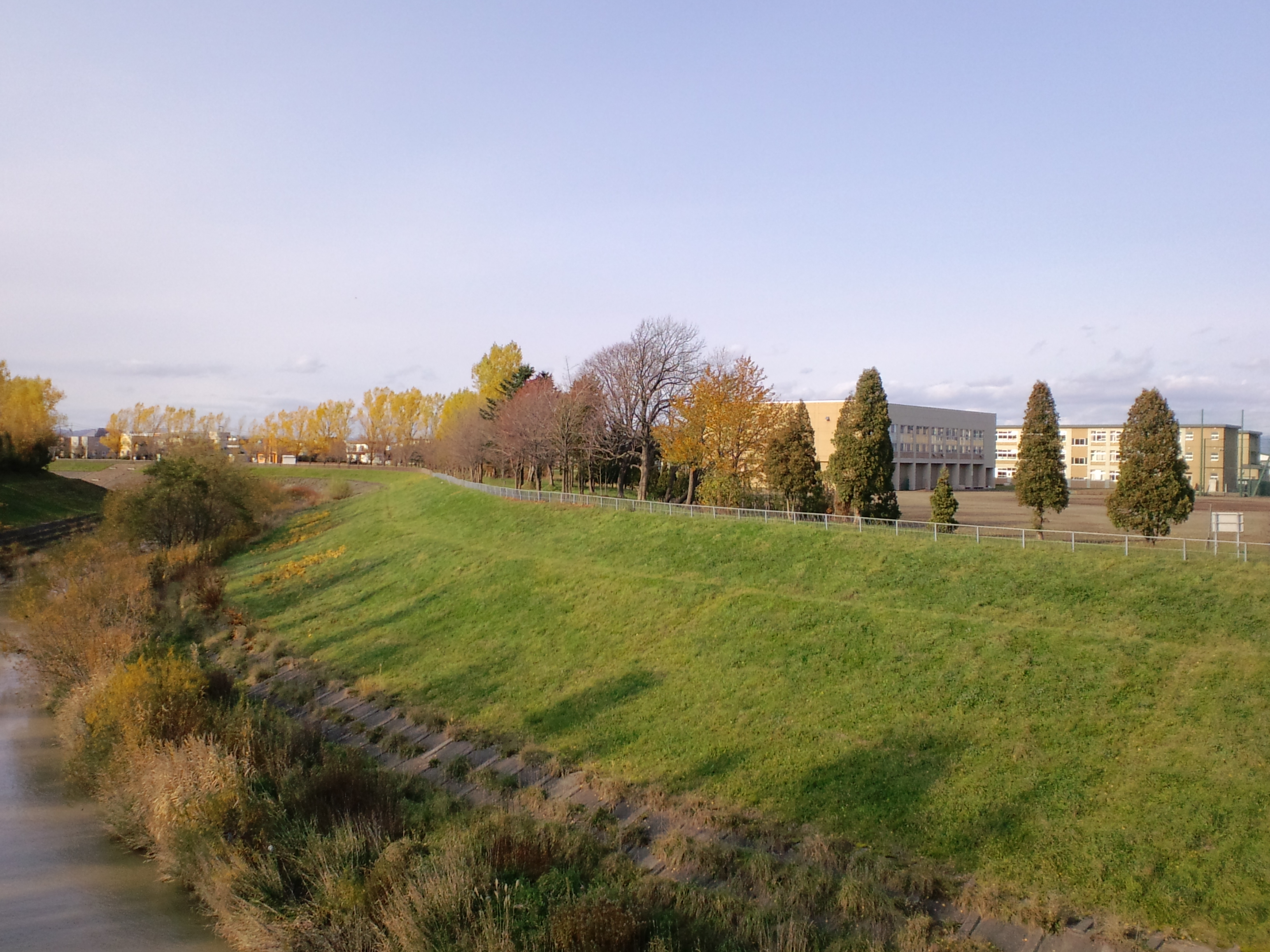
幾春別川リバーパークと緑町

### 町丁名一覧
- 北1条～6条西
- 北本町東
- 北本町西
- 桜木1条
- 元町1条～2条東
- 元町1条～2条西
- 緑町
- 稔町（の一部）
- 西川町

### 「鉄北」を用いる主な事例
- 岩見沢市鉄北児童館
- 岩見沢市鉄北地域振興センター
- 空知信用金庫鉄北支店
- Aコープ鉄北店（2022年8月31日閉店）
- ツルハドラッグ鉄北店
- 北海道中央バス岩見沢市内線の「鉄北線」「緑が丘・鉄北循環線」

## 施設、企業など
- 岩見沢警察署桜木駐在所
- 岩見沢消防署北盛出張所
- 岩見沢元町郵便局
- 岩見沢北三条簡易郵便局
- 空知総合振興局森林室
- 岩見沢市立緑中学校
- 岩見沢市立第一小学校
- 岩見沢市立北真小学校
- 岩見沢市鉄北児童館
- 岩見沢市北真児童館
- 岩見沢市総合体育館
- 岩見沢市営球場
- 空知信用金庫鉄北支店
- 北五条医院
- セブン-イレブン岩見沢北2条店
- セブン-イレブン岩見沢北本町西店
- ローソン岩見沢北3条店
- 卸売スーパー岩見沢店
- ツルハドラッグ鉄北店

### かつて存在した施設など
- Aコープ鉄北店